# Mercury-Redstone 4
Mercury-Redstone 4 va ser la segona missió espacial tripulada dels Estats Units, llançada el 21 de juliol de 1961. El vol suborbital del programa Mercury va utilitzar un coet Redstone. La nau espacial va ser anomenada Liberty Bell 7 i pilotada per l'astronauta Virgil I. "Gus" Grissom. Va arribar a una altitud de més de 190,32 km i va viatjar 480 km. El coet Redstone era el MRLV-8 i la nau va ser el Mercury #11, el primer amb una finestra central en lloc de dos ulls de bou.

## Tripulació
| Posició | Astronauta                            | Astronauta                            |
| ------- | ------------------------------------- | ------------------------------------- |
| Pilot   | Virgil I. Grissom Primer vol espacial | Virgil I. Grissom Primer vol espacial |

### Tripulació de reserva
| Posició | Astronauta        | Astronauta        |
| ------- | ----------------- | ----------------- |
| Pilot   | John H. Glenn, Jr | John H. Glenn, Jr |

## Paràmetres de la missió
- Massa: 1 286 kg
- Altitud màxima: 190,39 km
- Abast: 486,15 km
- Vehicle de llançament: Coet Redstone